# پلاجیانیسم

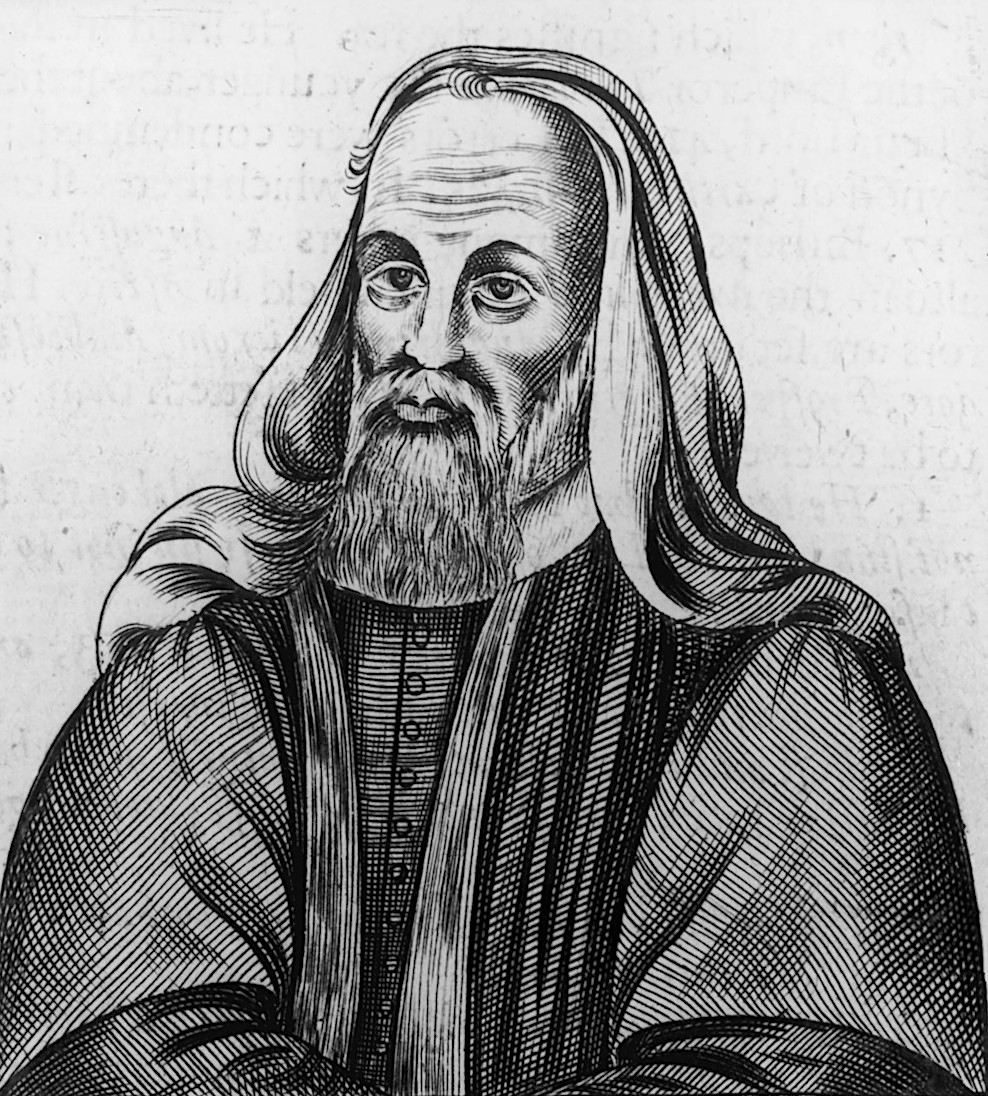
تصویر هنری از پلاجیوس که پلاجیانیسم از نام او گرفته شده است

پلاجیانیسم یک دیدگاه الهیاتی مسیحی است که معتقد است هبوط، طبیعت انسان را آلوده نکرده و انسان‌ها به لطف الهی، اراده آزاد برای رسیدن به کمال انسانی دارند. پلاجیوس زاهد و فیلسوفی از جزایر بریتانیا، تعلیم می‌داد که خداوند نمی‌تواند به مؤمنان دستور انجام غیرممکن‌ها را بدهد، بنابراین باید انجام همه احکام الهی ممکن باشد. او همچنین تعلیم داد که مجازات یک نفر به‌خاطر گناهان دیگری ناعادلانه است؛ بنابراین نوزادان که باید به‌خاطر گناه آدم غسل تعمید داده شوند، در حقیقت بی‌عیب و نقص به‌دنیا می‌آیند. پلاجیوس هیچ عذری را برای رفتار گناه‌آلود نپذیرفت و تعلیم داد که همه مسیحیان صرف نظر از جایگاهشان در زندگی، باید زندگی بی‌عیب و نقص و عاری از گناه داشته باشند.
پلاجیانیسم توسط مخالفش آگوستین تعریف شد؛ تعاریف دقیقی که همچنان مبهم هستند. اگرچه پلاجیانیسم در جهان مسیحی معاصر، به‌ویژه در میان نخبگان و راهبان رومی از حمایت قابل توجهی برخوردار بود، اما توسط آگوستین و هوادارانش که دیدگاه‌های مخالفی در مورد فیض، تقدیر و اراده آزاد داشتند، مورد نقد قرار گرفت. آگوستین در مناقشه پلاجیان پیروز شد؛ پلاجیانیسم در شورای کارتاژ در سال ۴۱۸ قاطعانه محکوم شد و توسط کلیسای کاتولیک روم و کلیسای ارتدکس شرقی به‌عنوان بدعت شناخته می‌شود. قرن‌ها پس از آن پلاجیانیسم به اشکال مختلف به‌عنوان اتهام ارتداد برای مسیحیانی که عقاید نامتعارف داشتند، مورد استفاده قرار می‌گرفت. تحقیقات جدیدتر در الهیات و مطالعات دینی این سؤال را مطرح کرده‌اند که باورهای پلاجیوس تا چه حد با باورهای مخالفانش و مسیحیان جریان اصلی مدرن متفاوت بوده است.

## پیشینه
در طول قرن‌های چهارم و پنجم، کلیسا به‌دلیل تغییر مذهب کنستانتین به مسیحیت، تغییرات سریعی را تجربه می‌کرد. بسیاری از رومی‌ها به مسیحیت گرویده بودند، اما لزوماً به‌طور کامل از این دین پیروی نمی‌کردند. از آن‌جایی که مسیحیان دیگر مورد آزار و اذیت قرار نمی‌گرفتند، با مشکل جدیدی روبرو شدند: چگونه از ارتداد و پایبندی ظاهری به دین رسمی جلوگیری کنند. برای بسیاری، راه حل، اتخاذ ریاضت مسیحی بود.
مسیحیت اولیه از نظر الهیاتی متنوع بود. درحالی‌که مسیحیت غربی تعلیم می‌داد که اجتناب‌ناپذیری مرگ نتیجه هبوط انسان است. یک سنت سوری شامل شخصیت‌های قرن دوم، تئوفیلوس و ایرنئوس ادعا می‌کردند که مرگ و میر مقدم بر هبوط است. حدود سال ۴۰۰ میلادی آموزه گناه نخستین تازه در مسیحیت غربی در حال ظهور بود و از آموزه‌های سیپریان مبنی بر این‌که نوزادان باید به‌خاطر گناه آدم غسل تعمید داده شوند، سرچشمه می‌گرفت. مسیحیان دیگر از اوریجن در این باور پیروی کردند که نوزادان به‌دلیل شکست‌هایشان در زندگی قبلی، در گناه متولد می‌شوند. روفینوس سوری که در سال ۳۹۹ به‌عنوان نماینده جروم به رم آمد، از سنت سوری پیروی کرد و اعلام داشت که انسان فانی آفریده شده است و هر انسانی تنها به‌خاطر گناه خود مجازات می‌شود.
پلاجیوس یک زاهد غیر روحانی اهل جزایر بریتانیا بود که در اوایل دهه ۳۸۰ به رم نقل مکان کرد. پلاجیوس نیز مانند جروم از آنچه که سهل‌انگاری در میان مسیحیان می‌دید، انتقاد کرد و در مقابل معیارهای اخلاقی بالاتر و زهد را ترویج داد. او به‌دلیل جبرگرایی و تقدیرگرایی مانویت با آن مخالفت کرد و از امکان زندگی بدون گناه دفاع کرد  . اگرچه پلاگیوس ترک ثروت دنیوی را موعظه می‌کرد،  ایده‌های او در میان بخش‌هایی از نخبگان رومی محبوب شد.    پیتر براون مورخ، استدلال می‌کند که پلاجیانیسم «به یک گرایش گریز از مرکز قدرتمند در اشراف روم متوسل می‌شد؛ گرایشی به پراکندگی گروه‌های کوچک که هر کدام تلاش می‌کردند نخبه باشند، هر کدام مشتاق بودند از همسایگان و رقبای خود، یعنی ساکنان طبقه متوسط بالای روم بالاتر بروند.» پائولینوس نولا مدیر قدرتمند رومی به پلاجیوس و جولیان اکلانوم نویسنده پلاجیوسی نزدیک بود، و کائلستیوس اشراف‌زاده سابق رومی توسط جرالد بونر به‌عنوان «رسول واقعی جنبش به اصطلاح پلاجیوسی» توصیف شد. بسیاری از ایده‌هایی که پلاجیوس ترویج می‌کرد در مسیحیت معاصر جریان اصلی بودند و توسط چهره‌هایی مانند جان کریسوستوم، آتاناسیوس اسکندریه، جروم و حتی آگوستین اولیه حمایت می‌شدند.